# Macrotarsomys petteri
Espèce
Statut de conservation UICN

 DD  : Données insuffisantes
Macrotarsomys petteri est une espèce de rongeurs de la famille des Nesomyidae. Avec une longueur de tête et de corps de 150 mm et une masse corporelle de 105 g, c'est la plus grande espèce du genre Macrotarsomys. Le haut du corps est brun, plus foncé au milieu du dos et le bas du corps est blanc à jaunâtre. L'animal a de longues vibrisses, des membres antérieurs courts et de longs pieds postérieurs. La queue se termine par une touffe proéminente de longs poils clairs. Le crâne est robuste et les molaires sont à couronne basse et cuspidées.
Cette espèce est endémique de la Forêt des Mikea dans le Sud-Ouest de Madagascar, mais les fossiles retrouvés indiquent une plus large aire de répartition dans le Sud de Madagascar. Les changements climatiques et la concurrence avec les espèces introduites peuvent avoir entraîné un changement dans sa répartition. La forêt de Mikea est menacée par les activités humaines.

## Taxinomie
Lors d'un inventaire biologique de 2003 de la Forêt des Mikea, une région forestière du Sud-Ouest de Madagascar, un seul spécimen du genre de rongeur Macrotarsomys est identifié. Cet animal s'avère être distinct des deux espèces précédemment connues du genre. En conséquence, Steven Goodman et Voahangy Soarimalala (d) l'ont nommé en 2005 comme une nouvelle espèce, Macrotarsomys petteri. L'épithète spécifique, petteri, honore le zoologiste français Francis Petter pour ses contributions à l'étude des rongeurs malgaches. Cette souris, la plus grande espèce du genre, ressemble le plus à Macrotarsomys ingens, qui peut être son parent le plus proche.

## Description
Macrotarsomys petteri est un rongeur terrestre à pattes antérieures courtes et à longues pattes postérieures. Avec une longueur de tête et de corps de 150 mm et une masse corporelle de 105 g chez le seul spécimen complet connu, l'espèce est beaucoup plus grande que Macrotarsomys bastardi, et ses mesures se situent au-dessus de l'extrémité supérieure de la plage connue de variation de Macrotarsomys ingens. Les parties supérieures sont recouvertes d'une fourrure brune douce et courte. La plupart des poils sont brun foncé pour les deux tiers les plus proches de la base, puis brun clair, avec une courte pointe brun foncé. Le milieu du dos est plus foncé, car les poils y sont entièrement brun foncé. Les poils sont long de 6 à 8 mm sur les épaules et de 7 à 9 mm sur le dos. Les flancs ont des poils plus clairs. Leur couleur est nettement séparée des parties inférieures, qui sont entièrement blanches à chamois. Les vibrisses mystaciales (moustaches au-dessus de la bouche) sont longues, jusqu'à 60 mm, et de couleur blanche ou noire. Les oreilles sont brun foncé et couvertes de poils gris fins, et la longueur des oreilles est de 32 mm.
La longueur du pied est de 37 mm. Le dessus des pieds est recouvert d'une fourrure blanc grisâtre qui s'étend autour des griffes pour former des touffes unguéales. Sur les pieds postérieurs, le cinquième doigt est long de 6 mm, l'hallux (premier doigt) de 8 mm, et les autres de 11 à 12 mm. La queue est longue de 238 mm et partiellement nue. À la base, elle est brun foncé dessus et dessous, mais légèrement plus claire dessous. La face supérieure reste brun foncé sur une grande partie de sa longueur, bien que la couleur devienne plus claire vers la pointe. La face inférieure devient marbrée à environ 55 mm de la pointe puis blanchâtre à environ 65 mm. La queue se termine par une touffe bien développée à l'extrémité, composée de poils blanchâtres et occasionnellement brun clair. Cette touffe commence vers 130 mm de la base avec des poils assez courts et devient plus prononcée à 180 mm. 
Cette souris a un crâne large et robuste avec des arcades zygomatiques bien développés. La région interorbitale du crâne (entre les yeux) est lisse. Le palais est large et les foramens incisifs (ouvertures dans la partie avant du palais) sont longs et larges. Dans la mandibule (mâchoire inférieure), la racine de l'incisive inférieure est logée dans un processus capsulaire distinct, une protubérance à l'arrière de la mâchoire. La crête massétérique inférieure (une crête sur le côté externe de la mandibule) est proéminente. Caractère typique du genre Macrotarsomys, les molaires sont cuspidées et à couronne basse.

## Habitat et répartition

Aire de répartition de Macrotarsomys petteri à Madagascar. Rouge : découverte d'un animal vivant ; vert : matériel subfossilisé ; bleu : matériel subfossilisé pouvant se rapporter à cette espèce.

Le seul spécimen vivant connu, un jeune mâle adulte, a été recueilli dans la forêt d'Andaladomo (partie de la forêt de Mikea) en 2003. La forêt d'Andaladomo présente une végétation différente du reste de la forêt de Mikea et ressemble aux forêts plus au Nord de Madagascar. L'animal se trouvait dans un fragment isolé de forêt au milieu de terres défrichées pour la culture du maïs. Parmi les autres petits mammifères connus de la forêt de Mikea, citons Macrotarsomys bastardi, le Rat noir (Rattus rattus) qui a été introduit, plusieurs espèces de Tenrecidae et la musaraigne Suncus madagascariensis. Bien qu'un seul individu de Macrotarsomys petteri a été capturé lors de l'exploration de Goodman et Soarimalala, qui totalise 3 100 pièges nocturnes, ces derniers soutiennent que cela ne signifie pas nécessairement que l'espèce est rare, puisque les taux de piégeage des rongeurs dans les forêts sèches de Madagascar sont souvent variables selon l'année et la saison. On ne sait rien de son comportement, mais la morphologie de l'animal suggère qu'il vit au sol.
À la suite de sa découverte dans la forêt de Mikea, Macrotarsomys petteri a été trouvée sous forme de fossile dans des dépôts rupestres à Andrahomana, dans l'extrême Sud-Est de Madagascar, en 2006. Là, le fossile a été trouvé avec des restes plus abondants de Rat noir introduit et de la Souris domestique (Mus musculus), ainsi que de rongeurs indigènes tels que Macrotarsomys bastardi. Deux os sont respectivement datés au carbone 14 de 790 à 410 avant notre ère et 150–390 après notre ère, une période où le climat local devient plus sec et où les humains apparaissent pour la première fois. On pense que les espèces de Macrotarsomys s'enfouissent dans un sol sablonneux et évitent les grottes. Par conséquent, ces fossiles sont probablement des restes d'animaux mangés par des oiseaux de proie. Bien que cette souris puisse persister dans des poches d'habitat humide dans le Sud-Est, les recherches sur les deux sites près d'Andrahomana ne permettent pas d'y confirmer sa présence. Elle a peut-être disparu localement dans la région en raison de l'assèchement du climat et de la concurrence avec le Rat noir.
En 2009, on enregistre sa présence dans la grotte d'Ankilitelo dans le sud-ouest de Madagascar. Des restes d'un grand Macrotarsomys sont signalés dans d'autres sites du sud de Madagascar, et au moins certains d'entre eux pourraient appartenir à Macrotarsomys peteri. Un dépôt karstique près du lac Tsimanampetsotsa (daté du Pliocène supérieur ou du Pléistocène inférieur sur des terrains peu clairs) contenait trois espèces de Macrotarsomys, dont une très grande qui pourrait être Macrotarsomys peteri. Des restes identifiés comme appartenant à Macrotarsomys ingens sont signalés dans une grotte à Ankazoabo dans le Sud de Madagascar.

## Menaces et conservation
La liste rouge de l'UICN évalue le statut de Macrotarsomys peteri comme données insuffisantes, mais note que l'espèce sera très probablement qualifiée de menacée si sa répartition actuelle s'avère être limitée à la forêt primaire de Mikea qui est l'une des plus grandes forêts restantes du Sud-Ouest de Madagascar. En outre, l'absence de statut de protection et l'exploitation forestière et agricole la menacent.